# Erholungsgebiet Bad Wünnenberg/Büren
Das seit 1976 bestehende Erholungsgebiet Bad Wünnenberg/Büren umfasst die Gebiete der beiden ostwestfälischen Städte Bad Wünnenberg (7 Ortsteile) und Büren (12 Ortsteile) im Süden des Kreises Paderborn. Zu den Aufgaben des es tragenden Zweckverbandes gehört u. a. die Schaffung von ortsnahen Erholungsgebieten und der Förderung des Verhältnisses zwischen Mensch und natürlicher Umwelt.

## Entstehungsgeschichte
Im Jahr 1976 bildeten die benachbarten Städte Bad Wünnenberg und Büren gemäß § 4 des Gesetzes über kommunale Zusammenarbeit (26. April 1961, geändert 1. Oktober 1979) zusammen mit dem Kreis Paderborn das „Bevorzugte Erholungsgebiet Bad Wünnenberg/Büren“ als Zweckverband. Der Zweckverband nennt sich seit einer Restrukturierung dem Jahr 2000 „Erholungsgebiet Bad Wünnenberg/Büren“.

## Trägerschaft
Träger des „Erholungsgebietes Bad Wünnenberg/Büren“ ist ein Zweckverband, dessen Mitglieder die vorgenannten Städte und der Landkreis sind. Diese entsenden Vertreter ihrer Räte bzw. des Kreistages in die Verbandsversammlung. Verbandsvorsteher, d. h. Leiter des Zweckverbandes ist der Bürgermeister Bad Wünnenbergs, der Verbandsvorsitzende ist Mitglied des Rates der Stadt Büren. 

## Naturraum und Landschaft
Das Erholungsgebiet liegt im Bundesland Nordrhein-Westfalen, genauer in Ostwestfalen und hier im südlichen Kreis Paderborn und umfasst die Gebiete der benachbarten Städte Bad Wünnenberg und Büren. Beide Städte haben die gleichen naturräumlichen Voraussetzungen, so gehört der nördliche, flache und teilweise bewaldete Teil des Erholungsgebietes naturräumlich zur Paderborner Hochfläche, während der bergige, bewaldete Südteil zum Sauerland gehört und durch die Flüsse Alme und Afte und viele kleine Fließgewässer geprägt wird, die einen Teil des Jahres trockenfallen.
Die tiefsten und ältesten Gesteinsschichten des Erholungsgebietes entstanden im Erdaltertum, dem Paläozoikum (542-252 Mill. Jahre v. Chr.), genauer dem Devon und dem Karbon (416-299 Mill. Jahre v. Chr.). In dieser Zeit bedeckte ein Meer große Teile des heutigen Europas. Mächtige Schichten aus Sand, Schluff und Ton und teils auch kalkigem Materials wurden abgelagert. Diese Sedimente und Sedimentgesteine traten gegen Ende des Oberkarbons – vor etwa 300 Mill. Jahren – an die Erdoberfläche. Gleichzeitig entstanden das Sauerland und die westfälische Bucht, eine von Süden nach Nordosten bis in das Münsterland abfallende Ebene mit teilweise deutlichen Höhenunterschieden. So kommen im Süden des Erholungsgebiets durchaus Höhen von 400 m NN vor, während im Norden die Höhen nur noch 200 m NN betragen. Die Sedimente des variscischen Meeres treten im Bereich des Erholungsgebietes in den Flusstälern der Alme, Afte und Karpke unter kreidezeitlichen Deckschichten (145-65 Mill. v. Chr.) zutage. In der Kreidezeit bedeckte ein flaches Meer die Gegend und hinterließ Kreidekalkschichten, die den heutigen Karst-Untergrund des Paderborner Landes und des Erholungsgebietes ausmachen.

### Klima
Das Erholungsgebiet wird durch ein atlantisches Klima mit relativ geringen jahreszeitlichen Temperaturgegensätzen, milden Wintern und hohen Niederschlagsmengen geprägt. Niederschlagsreichste Monate sind Juli und August, im März regnet es am wenigsten. Die durchschnittliche Jahrestemperatur liegt in Hochlagen bei 7,0̊ C, ansonsten bei 8,5̊ C.

### Wasser, Quellen und Flüsse
Im gewässerreichen Süden des Erholungsgebietes entspringen die beiden Flüsse Alme und Afte, die durch ihre Täler die Paderborner Hochfläche prägen. Im Norden des Erholungsgebietes versickern die Fließgewässer meist nach wenigen 100 Metern im wasserdurchlässigen Kalkuntergrund und liegen einen großen Teil des Jahres trocken. Die Alme entspringt in einer sehr ergiebigen Karstquelle, die durchschnittlich 400 Liter in der Sekunde schüttet. Ab Büren versickert im Flusslauf mehr Wasser im Untergrund als ihr durch die starke Quelle, die Afte und die Nebenbäche zufließt. In den trockenen Sommermonaten fällt das Flussbett ab der Ortschaft Brenken trocken.

## Aufgaben, Maßnahmen und Vorhaben im Erholungsgebiet
Grundlegend für die Arbeit des Erholungsgebietes ist die Zusammenarbeit mit örtlichen Vereinen und interessierten ehrenamtlichen Mitarbeitern. Zu den Maßnahmen und Vorhaben des Erholungsgebietes gehören die Anlage von Lehrpfaden und thematischen Wanderwegen, die Biotoppflege, die Gestaltung ortsnaher Erholungsgebiete und Informationsveranstaltungen sowie Veröffentlichungen. Des Weiteren schafft das Erholungsgebiet Voraussetzungen für die naturnahe Freizeitgestaltung, die Pflege und den Erhalt der Landschaft, setzt Maßnahmen zum Schutz von empfindlichen Landschaftsteilen und der heimischen Tier- und Pflanzenwelt um. Die Förderung des Verhältnisses zwischen Mensch und natürlicher Umwelt ist eine weitere Aufgabe.

## Nutzung des Erholungsgebietes

### Rundwanderwege und Wanderwege
- Rund ums Wasser an Alme und Afte (Auenradweg)
- Rundwanderweg „Wege durch Geschichte und Natur“
- Spuren am Wegesrand (Rundwanderweg bei Haaren)
- Königswege (mittelalterliche Königs- und Handelswege als Wanderwege)

### Lehrpfade
- Obstlehrpfad in Bad Wünnenberg
- Menschen und Vögel – eine lange Geschichte (Vogellehrpfad in Bad Wünnenberg)
- Mobiler Weihbund-Kräuterlehrpfad (ausleihbare Lehrtafeln)
- Gewässerlehrpfad (entlang der Afte in Leiberg)
- Baumlehrpfad Ringelstein (in Harth Ringelstein)
- Informationen zu Bergbau und Wasser in Bleiwäsche

### Wassermarsch
Sieben Tretbecken in Bad Wünnenberg wurden z. T. neu gestaltet – zwei Tretbecken befinden sich direkt in Fließgewässern. Das Projekt WasserMarsch beinhaltet die Auszeichnung von sieben Wanderwegen zu diesen Tretbecken. Der Nutzer wendet auf diesen Wegen jeweils mehrere der fünf Kneippsäulen an. Bis 2010 werden mindestens fünf WasserMärsche umgesetzt.

## Sehenswürdigkeiten, GeoTouren, Wandernavigator
GPS-Geräte sind als Wanderhilfsmittel zur Freizeitgestaltung und Wanderplanung relativ neu. Weit verbreitet – auch im Erholungsgebiet – sind Geocaches. Da hier das Suchen und Auffinden des Caches vor dem Naturerlebnis und der Erholung gesetzt wird, entwickelte das Erholungsgebiet, um einen Kontrapunkt zu setzen, die sogenannten GeoTouren. Das Paderborner Land und vor allem das Erholungsgebiet bietet eine Fülle interessanter Orte: 
Neolithische und bronzezeitliche Begräbnisstätten, Burgen und verlassene Dörfer des Mittelalters oder Anlagen der jüngeren Vergangenheit finden sich hier in erreichbarer Nähe zueinander. Diese historisch, geographisch, biologisch und geologisch interessanten Sehenswürdigkeiten kann der Wanderer auf den GeoTouren erreichen. GeoTouren führen über vorhandene Wanderwege zu den Sehenswürdigkeiten, so dass neben der Landschaft auch der Natur- und Kulturraum vorgestellt wird.
Ein weiteres Angebot des Erholungsgebietes Bad Wünnenberg/Büren ist das Internet- und Informationsportal „Wandernavigator“. Seit dem Jahr 2008 entwickelte das Erholungsgebiet mit Fördermitteln des Landes NRW ein interaktives Informationsportal für das Internet. Unter der Adresse www.wandernavigator.de sind Bilder, Filme, Animationen und Texte zu bislang etwa 250 Sehenswürdigkeiten (Points of Interest / PoI) aus den Bereichen historische Sehenswürdigkeiten, Aussichtspunkte in die Landschaft, Geologie, Archäologie, Flora und Fauna abrufbar. Gleichzeitig können die verschiedenen Sehenswürdigkeiten individuell zu einer Wandertour zusammengestellt werden.

## Burgruine Ringelstein

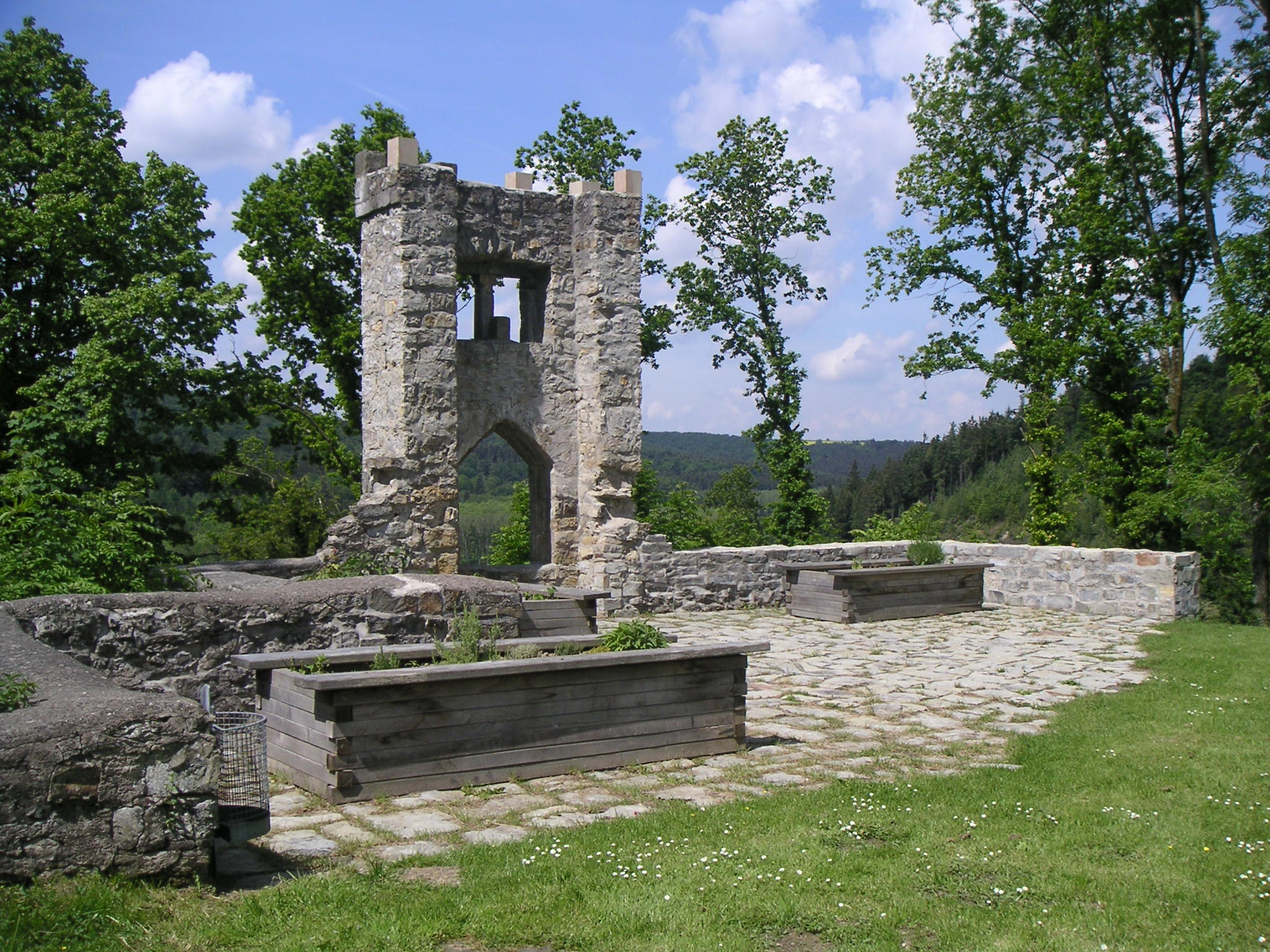
Burgruine Ringelstein

Von 2005 bis 2008 veranlasste und betreute das Erholungsgebiet Bad Wünnenberg/Büren an der mehrfach überbauten (zuletzt zu Beginn des 20. Jahrhunderts) und noch in Teilbereichen mittelalterlichen Burgruine Ringelstein Restaurierungsmaßnahmen und Ausgrabungen.
Im Rahmen eines Folgeprojekts wird der Burgberg seit 2008 mit alten Schaf- und Ziegenrassen zur Erhaltung des Ausblicks auf die Burg beweidet.

## Veröffentlichungen
- Hübner, Birgit / Schnell, Karsten: Rund ums Wasser an Alme und Afte. Wanderführer zum Auenradweg, Bad Wünnenberg 2006.
- Hübner, Birgit: Naturerbe Buchenwälder. Inspiration, Nutzung, Erhalt. Bad Wünnenberg 2010.
- Hübner, Birgit: Spuren am Wegesrande in Tindeln. Eine naturkundliche und historische Wanderung über die Paderborner Hochfläche bei Haaren-Bad Wünnenberg.
- Menne, Ralf / Reineke, Bernd: Donnerkeile und Bleibarren. Fossilien, Mineralien und archäologische Funde aus Bleiwäsche, Bad Wünnenberg 2008.
- Schäfer, Ulrike: Zeitreise. Eine lange Geschichte. Von der Steinzeit bis zur Neuzeit in Bad Wünnenberg und Büren. Archäologische und historische Funde, Befunde und Denkmäler aus der Region in ihrem geschichtlichen Kontext, Bad Wünnenberg 2005.
- Schäfer, Ulrike: Königswege. Auf alten Wegen wandern, historisches und landschaftliches längs der alten Trassen, Ein Radwanderführer.
- Schnell, Karsten: Landschaft und Natur im Bürener Land. Einblicke in eine Kulturlandschaft und ihre Lebensräume (Hg. Gemeinschaft für Naturschutz im Altkreis Büren), Bad Wünnenberg 2005.